# Herbert Hummel
Herbert Hummel (ur. 7 maja 1907 w Landshut,  zm. 9 sierpnia 1944 w Warszawie) – SA-Sturmbannführer, zastępca gubernatora dystryktu warszawskiego Generalnego Gubernatorstwa Ludwiga Fischera.
Zginął w czasie powstania warszawskiego 9 sierpnia 1944 podczas ewakuacji siedziby gubernatora dystryktu warszawskiego z pałacu Brühla.

## Odznaczenia
- Dienstauszeichnung der NSDAP (brązowa odznaka, 1942)
- Kriegsverdienstkreuz II i I klasy (1939)